# Junioren-Fußballweltmeisterschaft 1995
Die 10. FIFA Junioren-Fußballweltmeisterschaft (offiziell: 8th World Youth Championship for the FIFA/Coca-Cola Cup) fand vom 13. bis zum 28. April 1995 in Katar statt. Insgesamt 16 Mannschaften nahmen am Turnier teil. Ursprünglich sollte die WM Ende März in Nigeria stattfinden.
Das Finale gewann Argentinien mit 2:0 gegen Titelverteidiger Brasilien und sicherte sich somit den zweiten Titel nach 1979. Den dritten Platz belegte Portugal, das Spanien mit 3:2 bezwang. Zum besten Spieler des Turniers wurde der Brasilianer Caio Ribeiro gewählt, Torschützenkönig wurde der Spanier Joseba Etxeberria mit sieben Toren.
Die deutsche Mannschaft schied bereits in der Vorrunde als Gruppenletzter mit lediglich zwei Remis und einer Niederlage aus. Die Nationalteams aus Österreich und der Schweiz konnten sich nicht für die WM-Endrunde qualifizieren.

## Spielorte
Sämtliche Spiele fanden in Doha oder Umgebung statt und wurden in drei verschiedenen Stadien ausgetragen.
- Al-Ahli-Stadion
- Qatar SC Stadium
- Khalifa International Stadium

## Teilnehmer
| 5 aus Europa                  | Deutschland | Niederlande | Portugal | Russland | Spanien |
| 3 aus Asien                   | Japan       | Katar       | Syrien   |          |         |
| 3 aus Südamerika              | Argentinien | Brasilien   | Chile    |          |         |
| 2 aus Afrika                  | Burundi     | Kamerun     |          |          |         |
| 2 aus Nord- und Mittelamerika | Costa Rica  | Honduras    |          |          |         |
| 1 aus Ozeanien                | Australien  |             |          |          |         |

### Mannschaften aus dem deutschsprachigen Raum
| Spieler                 | Verein                      | Einsätze | Tore | Gelbe Karte | Gelb-Rote Karte | Rote Karte |
| ----------------------- | --------------------------- | -------- | ---- | ----------- | --------------- | ---------- |
| 01 – Simon Jentzsch     | Bayer 05 Uerdingen          | 3        | –    | –           | –               | –          |
| 02 – Frank Riethmann    | Borussia Dortmund           | 3        | –    | –           | –               | –          |
| 03 – Markus Stern       | Hertha BSC                  | 1        | –    | –           | –               | –          |
| 04 – Mustafa Doğan      | Bayer 05 Uerdingen          | 3        | –    | –           | –               | –          |
| 05 – Christoph Chylla   | Bayer 04 Leverkusen         | 3        | –    | 1           | –               | –          |
| 06 – Andreas Egler      | Borussia Mönchengladbach    | 1        | –    | –           | –               | –          |
| 07 – Carsten Hinz       | Borussia Dortmund           | 3        | 1    | 1           | –               | –          |
| 08 – Tobias Büttner     | VfB Stuttgart               | 3        | –    | 1           | –               | –          |
| 09 – Marcel Rath        | Eisenhüttenstädter FC Stahl | 2        | 1    | –           | 1               | –          |
| 10 – Frank Gerster      | FC Bayern München           | 3        | –    | –           | –               | –          |
| 11 – Christian Fährmann | Hertha BSC                  | 1        | –    | –           | –               | –          |
| 12 – Conny Wieland      | BSV Brandenburg             | –        | –    | –           | –               | –          |
| 13 – Tobias Sumelka     | FC Twente Enschede          | 3        | –    | –           | –               | –          |
| 14 – Jan Walle          | Tennis Borussia Berlin      | 2        | 1    | –           | –               | –          |
| 15 – Sven Fischer       | 1. FC Köln                  | 2        | –    | –           | –               | 1          |
| 16 – Sebastian Helbig   | FC Rot-Weiß Erfurt          | 2        | –    | 2           | –               | –          |
| 17 – Marco Küntzel      | Hansa Rostock               | 3        | –    | 1           | –               | –          |
| 18 – Til Bettenstaedt   | FC Schalke 04               | 2        | –    | –           | –               | –          |

- Trainer: Hans-Jürgen Dörner

## Vorrunde
Die Vorrunde wurde in 4 Gruppen mit jeweils 4 Teams ausgetragen. Die jeweils beiden Erstplatzierten aller Gruppen qualifizierten sich für das Viertelfinale.
Alle Spiele zur Ortszeit: UTC+3, MESZ+1.

### Gruppe A
| Pl. | Land      | Sp. | S | U | N | Tore    | Diff. | Punkte |
| --- | --------- | --- | - | - | - | ------- | ----- | ------ |
| 1.  | Brasilien | 3   | 2 | 1 | 0 | 008:000 | +8    | 07     |
| 2.  | Russland  | 3   | 1 | 2 | 0 | 003:100 | +2    | 05     |
| 3.  | Syrien    | 3   | 1 | 0 | 2 | 001:800 | −7    | 03     |
| 4.  | Katar     | 3   | 0 | 1 | 2 | 001:400 | −3    | 01     |

|                                                                                 |   |           |           |
| 13. April 1995 um 20:15 Uhr im Khalifa International Stadium (65.000 Zuschauer) |   |           |           |
| Katar                                                                           | – | Russland  | 1:1 (0:0) |
| 14. April 1995 um 17:15 Uhr im Khalifa International Stadium (40.000 Zuschauer) |   |           |           |
| Syrien                                                                          | – | Brasilien | 0:6 (0:2) |
| 16. April 1995 um 17:15 Uhr im Khalifa International Stadium (60.000 Zuschauer) |   |           |           |
| Katar                                                                           | – | Syrien    | 0:1 (0:0) |
| 17. April 1995 um 17:15 Uhr im Khalifa International Stadium (5.000 Zuschauer)  |   |           |           |
| Russland                                                                        | – | Brasilien | 0:0       |
| 19. April 1995 um 17:15 Uhr im Khalifa International Stadium (40.000 Zuschauer) |   |           |           |
| Katar                                                                           | – | Brasilien | 0:2 (0:0) |
| 19. April 1995 um 17:15 Uhr im Al Ahli Stadium (3.000 Zuschauer)                |   |           |           |
| Russland                                                                        | – | Syrien    | 2:0 (1:0) |

### Gruppe B
| Pl. | Land    | Sp. | S | U | N | Tore    | Diff. | Punkte |
| --- | ------- | --- | - | - | - | ------- | ----- | ------ |
| 1.  | Spanien | 3   | 3 | 0 | 0 | 013:500 | +8    | 09     |
| 2.  | Japan   | 3   | 1 | 1 | 1 | 005:400 | +1    | 04     |
| 3.  | Chile   | 3   | 0 | 2 | 1 | 006:900 | −3    | 02     |
| 4.  | Burundi | 3   | 0 | 1 | 2 | 002:800 | −6    | 01     |

|                                                                                |   |         |           |
| 13. April 1995 um 17:15 Uhr im Al Ahli Stadium (1.000 Zuschauer)               |   |         |           |
| Burundi                                                                        | – | Spanien | 1:5 (0:3) |
| 14. April 1995 um 17:15 Uhr im Al Ahli Stadium,2.000 Zuschauer)                |   |         |           |
| Chile                                                                          | – | Japan   | 2:2 (1:0) |
| 16. April 1995 um 17:15 Uhr im Al Ahli Stadium (3.000 Zuschauer)               |   |         |           |
| Burundi                                                                        | – | Chile   | 1:1 (0:1) |
| 17. April 1995 um 17:15 Uhr im Al Ahli Stadium (4.000 Zuschauer)               |   |         |           |
| Spanien                                                                        | – | Japan   | 2:1 (2:1) |
| 19. April 1995 um 19:45 Uhr im Khalifa International Stadium (4.000 Zuschauer) |   |         |           |
| Burundi                                                                        | – | Japan   | 0:2 (0:2) |
| 19. April 1995 um 19:45 Uhr im Al Ahli Stadium (3.000 Zuschauer)               |   |         |           |
| Spanien                                                                        | – | Chile   | 6:3 (3:0) |

### Gruppe C
| Pl. | Land        | Sp. | S | U | N | Tore    | Diff. | Punkte |
| --- | ----------- | --- | - | - | - | ------- | ----- | ------ |
| 1.  | Portugal    | 3   | 3 | 0 | 0 | 007:200 | +5    | 09     |
| 2.  | Argentinien | 3   | 2 | 0 | 1 | 005:300 | +2    | 06     |
| 3.  | Niederlande | 3   | 1 | 0 | 2 | 007:500 | +2    | 03     |
| 4.  | Honduras    | 3   | 0 | 0 | 3 | 005:140 | −9    | 0      |

|                                                                                 |   |             |                   |
| 13. April 1995 um 17:15 Uhr im Qatar Sport Club Stadium (2.000 Zuschauer)       |   |             |                   |
| Niederlande                                                                     | – | Argentinien | 0:1 (0:0)         |
| 14. April 1995 um 19:45 Uhr im Khalifa International Stadium (10.000 Zuschauer) |   |             |                   |
| Honduras                                                                        | – | Portugal    | 2:3 (2:1)         |
| 16. April 1995 um 19:45 Uhr im Khalifa International Stadium (20.000 Zuschauer) |   |             |                   |
| Niederlande                                                                     | – | Honduras    | Abgebr. 7:1 (4:0) |
| 17. April 1995 um 19:45 Uhr im Khalifa International Stadium (8.000 Zuschauer)  |   |             |                   |
| Argentinien                                                                     | – | Portugal    | 0:1 (0:0)         |
| 20. April 1995 um 17:15 Uhr im Khalifa International Stadium (4.000 Zuschauer)  |   |             |                   |
| Niederlande                                                                     | – | Portugal    | 0:3 (0:1)         |
| 20. April 1995 um 17:15 Uhr im Al Ahli Stadium (3.000 Zuschauer)                |   |             |                   |
| Argentinien                                                                     | – | Honduras    | 4:2 (3:0)         |

### Gruppe D
| Pl. | Land        | Sp. | S | U | N | Tore    | Diff. | Punkte |
| --- | ----------- | --- | - | - | - | ------- | ----- | ------ |
| 1.  | Kamerun     | 3   | 2 | 1 | 0 | 007:400 | +3    | 07     |
| 2.  | Australien  | 3   | 1 | 1 | 1 | 005:400 | +1    | 04     |
| 3.  | Costa Rica  | 3   | 1 | 0 | 2 | 003:600 | −3    | 03     |
| 4.  | Deutschland | 3   | 0 | 2 | 1 | 003:400 | −1    | 02     |

|                                                                                |   |             |           |
| 13. April 1995 um 19:45 Uhr im Al Ahli Stadium (1.000 Zuschauer)               |   |             |           |
| Australien                                                                     | – | Costa Rica  | 2:0 (0:0) |
| 14. April 1995 um 19:45 Uhr im Al Ahli Stadium (1.000 Zuschauer)               |   |             |           |
| Kamerun                                                                        | – | Deutschland | 1:1 (0:1) |
| 16. April 1995 um 19:45 Uhr im Al Ahli Stadium (5.000 Zuschauer)               |   |             |           |
| Australien                                                                     | – | Kamerun     | 2:3 (1:0) |
| 17. April 1995 um 19:45 Uhr im Al Ahli Stadium (5.000 Zuschauer)               |   |             |           |
| Costa Rica                                                                     | – | Deutschland | 2:1 (1:0) |
| 20. April 1995 um 19:45 Uhr im Khalifa International Stadium (4.000 Zuschauer) |   |             |           |
| Australien                                                                     | – | Deutschland | 1:1 (0:1) |
| 20. April 1995 um 19:45 Uhr im Al Ahli Stadium (6.000 Zuschauer)               |   |             |           |
| Costa Rica                                                                     | – | Kamerun     | 1:3 (1:2) |

## Finalrunde
Alle Spiele zur Ortszeit: UTC+3, MESZ+1.

### Übersicht
|  | Viertelfinale | Viertelfinale |           |             | Halbfinale       | Halbfinale |  |  | Finale | Finale |
|  |               |               |           |             |                  |            |  |  |        |        |
|  |               |               |           |             |                  |            |  |  |        |        |
|  | Brasilien     | 2             |           |             |                  |            |  |  |        |        |
|  | Brasilien     | 2             |           |             |                  |            |  |  |        |        |
|  | Japan         | 1             |           |             |                  |            |  |  |        |        |
|  | Japan         | 1             | Brasilien | 1           |                  |            |  |  |        |        |
|  |               |               | Brasilien | 1           |                  |            |  |  |        |        |
|  |               | Portugal      | 0         |             |                  |            |  |  |        |        |
|  | Portugal      | Portugal      | 0         | V2V         |                  |            |  |  |        |        |
|  | Portugal      |               |           | V2V         |                  |            |  |  |        |        |
|  | Australien    | 1             |           |             |                  |            |  |  |        |        |
|  |               |               | Brasilien | 0           |                  |            |  |  |        |        |
|  |               |               |           | Argentinien | 2                |            |  |  |        |        |
|  | Spanien       | 4             |           |             |                  |            |  |  |        |        |
|  | Russland      | 1             |           |             |                  |            |  |  |        |        |
|  | Russland      | 1             | Spanien   | 0           |                  |            |  |  |        |        |
|  |               |               | Spanien   | 0           | Spiel um Platz 3 |            |  |  |        |        |
|  |               | Argentinien   | 3         |             |                  |            |  |  |        |        |
|  | Kamerun       | Argentinien   | 3         | 0           | Portugal         | 3          |  |  |        |        |
|  | Kamerun       |               |           | 0           | Portugal         | 3          |  |  |        |        |
|  | Argentinien   | 2             |           | Spanien     | 2                |            |  |  |        |        |
|  | Argentinien   | 2             |           |             | 2                |            |  |  |        |        |
|  |               |               |           |             |                  |            |  |  |        |        |

V Sieg nach Verlängerung

### Viertelfinale
|                                                                                |   |             |                      |
| 23. April 1995 um 17:15 Uhr im Khalifa International Stadium (5.000 Zuschauer) |   |             |                      |
| Brasilien                                                                      | – | Japan       | 2:1 (2:1)            |
| 23. April 1995 um 17:15 Uhr im Al Ahli Stadium (4.000 Zuschauer)               |   |             |                      |
| Spanien                                                                        | – | Russland    | 4:1 (3:0)            |
| 23. April 1995 um 20:15 Uhr im Khalifa International Stadium (5.000 Zuschauer) |   |             |                      |
| Portugal                                                                       | – | Australien  | 2:1 n. V. (1:1 (0:0) |
| 23. April 1995 um 20:15 Uhr im Al Ahli Stadium (7.000 Zuschauer)               |   |             |                      |
| Kamerun                                                                        | – | Argentinien | 0:2 (0:1)            |

### Halbfinale
|                                                                                 |   |             |           |
| 25. April 1995 um 17:15 Uhr im Khalifa International Stadium (10.000 Zuschauer) |   |             |           |
| Brasilien                                                                       | – | Portugal    | 1:0 (0:0) |
| 25. April 1995 um 20:15 Uhr im Khalifa International Stadium (10.000 Zuschauer) |   |             |           |
| Spanien                                                                         | – | Argentinien | 0:3 (0:1) |

### Spiel um Platz 3
|                                                                                 |   |         |           |
| 28. April 1995 um 14:45 Uhr im Khalifa International Stadium (50.000 Zuschauer) |   |         |           |
| Portugal                                                                        | – | Spanien | 3:2 (0:2) |

### Finale
| Brasilien                                                           | Brasilien | Argentinien | Argentinien |
| ------------------------------------------------------------------- | --- | --- | ----------- |
| Brasilien                                                           | \| 28. April 1995 um 17:45 Uhr in Doha (Khalifa International Stadium) \| \| Ergebnis: 0:2 (0:1) \| \| Zuschauer: 65.000 \| \| Schiedsrichter: Dermot Gallagher ( England) \|         | \| 28. April 1995 um 17:45 Uhr in Doha (Khalifa International Stadium) \| \| Ergebnis: 0:2 (0:1) \| \| Zuschauer: 65.000 \| \| Schiedsrichter: Dermot Gallagher ( England) \| | Argentinien |
| Brasilien                                                           | Fábio – Dedimar, Fabiano, Leonardo, César Belli – Zé Elias, Élder (57. Luizão), Gláucio, Murilo (73. Claudinho) – Reinaldo (81. Denílson), Caio Ribeiro Cheftrainer: Júlio César Leal | Joaquín Irigoytía (89. Gastón Pezzuti) – Sebastián Peña, Federico Hernán Domínguez, Gustavo Lombardi, Juan Pablo Sorín – Mariano Juan, Ariel Ibagaza, Guillermo Larrosa, Walter Coyette – Leonardo Biagini (86. Francisco Guerrero), Raúl Chaparro (63. Carlos Arangio) Cheftrainer: José Pékerman | Argentinien |
| Brasilien                                                           | 0:1 Leonardo Biagini (25.) 0:2 Francisco Guerrero (89.) | | Argentinien |
| Brasilien                                                           | Fabiano, Zé Elias, Dedimar, Caio, Élder | Sebastián Peña, Guillermo Larrosa, Raúl Chaparro, Ariel Ibagaza | Argentinien |
| Brasilien                                                           | César Belli (78.) | | Argentinien |
| 28. April 1995 um 17:45 Uhr in Doha (Khalifa International Stadium) | | |             |
| Ergebnis: 0:2 (0:1)                                                 | | |             |
| Zuschauer: 65.000                                                   | | |             |
| Schiedsrichter: Dermot Gallagher ( England)                         | | |             |

## Auszeichnungen
Als Bester Spieler wurde Caio Ribeiro (Brasilien) vor Dani (Portugal) und Joaquin Irigoytia (Argentinien) geehrt. Der Goldene Schuh für den erfolgreichsten Torschützen ging mit sieben Treffern an Joseba Etxeberria (Spanien). Zweitbester Torschütze war der Brasilianer Caio Ribeiro (5 Tore). Jeweils vier Tore schossen Dani, Nuno Gomes (beide Portugal), Sebastián Rozental (Chile) und Mark Viduka (Australien). Der Fairplaypreis ging an die Mannschaft von Japan (5 gelbe Karten in vier Spielen).

## Sonstiges
Das Spiel zwischen den Niederlanden und Honduras in der Gruppe C wurde vorzeitig abgepfiffen, da zehn Minuten vor Schluss weniger als sieben Akteure auf der Seite von Honduras standen. Vier Spieler von Honduras hatte Schiedsrichter Masayoshi Okada bereits vom Platz gestellt. Ein fünfter Honduraner lag verletzt am Boden und konnte nicht mehr weiterspielen, aber der Trainer konnte ihn auch nicht ersetzen, da das Auswechselkontingent von Honduras bereits erschöpft war. So war dieser 7:1-Sieg der Niederlande über Honduras das erste offizielle Spiel eines FIFA-Wettbewerbs, das vorzeitig abgebrochen wurde.
Es wurde bekannt, dass die internationale Wett-Mafia erstmals bei einer Fußball-WM Einfluss auf die Spielergebnisse zu nehmen versuchte. Ein Mann aus Malaysia, ein Thailänder, ein Indonesier und zwei Frauen aus Malaysia wurden festgenommen. Der Malaie hatte 90.000 Dollar in seinem Koffer, offenbar Bestechungsgeld. Die jungen Spieler, vor allem aus Afrika wurden in Hotel-Bars angesprochen, um mit Fotos, die Idole aus ihrem Land mit einem der Bandenmitglieder zeigten, Vertrauen zu erwecken. Ebenso wurden Prostituierte auf die Spieler angesetzt. Spieler aus Portugal, Kamerun und Burundi berichteten, dass ihnen bis zu 1000 Dollar versprochen wurden.
Ob das oben beschriebene Spiel Niederlande – Honduras manipuliert wurde, konnte nicht bestätigt werden.

## Beste Torschützen
Nachfolgend sind die besten Torschützen der Junioren-WM 1995 aufgeführt. Die Sortierung erfolgt nach Anzahl ihrer Treffer bzw. bei gleicher Toranzahl alphabetisch.
| Platz | Spieler            | Tore |
| ----- | ------------------ | ---- |
| 1     | Joseba Etxeberria  | 7    |
| 2     | Caio Ribeiro       | 5    |
| 3     | Dani               | 4    |
|       | Nuno Gomes         | 4    |
|       | Sebastián Rozental | 4    |
|       | Mark Viduka        | 4    |